# Halderberge
Halderberge – gmina w południowej Holandii w prowincji Brabancja Północna.

## Miejscowości
Oudenbosch, Hoeven, Oud Gastel, Bosschenhoofd, Stampersgat

## Współpraca
- Międzyrzecz